# PlayStation 5
Die PlayStation 5 (kurz PS5) ist eine zur Marke PlayStation gehörende stationäre Spielkonsole des japanischen Konzerns Sony, die am 19. November 2020 auf den europäischen Markt gekommen ist. Sie ist das Nachfolgemodell der PlayStation 4, zu der eine Abwärtskompatibilität besteht. 
Die PlayStation 5 steht hauptsächlich in Konkurrenz zu Microsofts Konsole Xbox Series. Wie schon ihre Vorgänger sind auch die stationären Konsolen der neunten Generation hinsichtlich ihrer Leistungsfähigkeit und Funktionalität nicht mehr direkt mit der hybriden Nintendo Switch und ihrem Nachfolger vergleichbar. 
Bis März 2025 wurden weltweit über 77,7 Millionen Exemplare verkauft.

## Technische Spezifikationen

### Hardware
Ähnlich wie die konkurrierende Konsole Xbox Series X von Microsoft setzt auch Sony bei der Entwicklung ihrer neuen Konsole beim Hauptprozessor auf AMDs Ryzen-Produktreihe mit der Zen-2-Mikroarchitektur und beim Grafikprozessor auf AMDs RDNA-2-Architektur, die hardwarebeschleunigtes Raytracing unterstützt. Die PlayStation 5 verwendet eine Solid-State-Drive (SSD) als Datenspeicher, durch die die Ladezeiten gegenüber dem Vorgängermodell erheblich reduziert werden. Die PlayStation 5 verfügt über ein Laufwerk für auf optischen Datenträgern erhältliche Spiele mit einem Fassungsvermögen von 100 GB, das zudem als 4K-fähiger Blu-ray-Player dient. Ebenso können Spiele auch durch einen Download über das Internet installiert werden. Nach Angaben von Sony verbraucht die PlayStation 5 auch weniger Strom als ihre Vorgängerin und ist leiser. Weiterhin will die Konsole durch ein 3D-Soundsystem Raumklang in den Spielen besser abbilden können. Da Sony verschiedene Lüftermodelle in die PlayStation 5 verbaut, kann die Lautstärke bei Betrieb von Konsole zu Konsole leicht variieren.
| Verbaute Hardware           | Verbaute Hardware |
| --------------------------- | --- |
| CPU                         | 8 Kerne der Zen-2-Cores-Reihe mit variabler Frequenz bis zu 3,5 GHz / PS5 Pro bis zu 3,75 GHz |
| GPU                         | bis zu 10,28 TFLOPS, 36 Compute Units, Taktrate bis zu 2,23 GHz, basierend auf RDNA 2, hardwarebeschleunigtes Raytracing PS5 Pro: 60 Compute Units, bis zu 18,0 TFLOPS, 300 TOPS 8 Bit, RDNA 2 und 3 mit RDNA 4 Raytracing und eigener RDNA-Technik für KI |
| Arbeitsspeicher             | 16 GB GDDR6 / 256-bit; PS5 Pro: 16 GB GDDR6 + 2 GB DDR5 |
| Speicher-Bandbreite         | 448 GB/s; PS5 Pro: 576 GB/s |
| Interner Speicher           | 825 GB SSD (davon ca. 667 GB nutzbar) / Slim Version: 1 TB SSD; PS5 Pro 2TB |
| IO-Throughput               | 5,5 GB/s (Raw), Typical 8–9 GB/s (Compressed) |
| Erweiterbarer Speicherplatz | M.2-NVMe-SSD |
| Externer Speicher           | USB-HDD |
| Optisches Laufwerk          | Ultra HD Blu-ray |

### Modellübersicht
Die PlayStation 5 ist in zwei verschiedenen Modellen namens PlayStation 5 und PlayStation 5 Digital Edition erhältlich, die sich lediglich darin unterscheiden, dass die PlayStation 5 Digital Edition kein Laufwerk verbaut hat. Stattdessen können Spiele bei diesem Modell ausschließlich online heruntergeladen werden. Seit November 2023 ist eine überarbeitete Version namens PlayStation 5 (Modellgruppe Slim) erhältlich, die einige Neuerungen aufweist.

|                                    | PlayStation 5                                                             | PlayStation 5                                                             | PlayStation 5                                                             | PlayStation 5 Digital Edition                                             | PlayStation 5 Digital Edition                                             | PlayStation 5 Digital Edition                                             | PlayStation 5 Slim                                                                                 | PlayStation 5 Digital Edition Slim                                                                 | PlayStation 5 Pro                                                         |
| ---------------------------------- | ------------------------------------------------------------------------- | ------------------------------------------------------------------------- | ------------------------------------------------------------------------- | ------------------------------------------------------------------------- | ------------------------------------------------------------------------- | ------------------------------------------------------------------------- | -------------------------------------------------------------------------------------------------- | -------------------------------------------------------------------------------------------------- | ------------------------------------------------------------------------- |
| Revision                           | CFI-10xxA *                                                               | CFI-11xxA *                                                               | CFI-12xxA *                                                               | CFI-10xxB *                                                               | CFI-11xxB *                                                               | CFI-12xxB *                                                               | CFI-20xxA *                                                                                        | CFI-20xxB *                                                                                        | CFI-7021                                                                  |
| Erstveröffentlichung               | 12. November 2020                                                         | August 2021                                                               | August 2022                                                               | 12. November 2020                                                         | August 2021                                                               | August 2022                                                               | November 2023                                                                                      | November 2023                                                                                      | November 2024                                                             |
| Festplattengröße                   | 825 GB SSD, erweiterbar                                                   | 825 GB SSD, erweiterbar                                                   | 825 GB SSD, erweiterbar                                                   | 825 GB SSD, erweiterbar                                                   | 825 GB SSD, erweiterbar                                                   | 825 GB SSD, erweiterbar                                                   | 1 TB SSD, erweiterbar                                                                              | 1 TB SSD, erweiterbar                                                                              | 2 TB SSD, erweiterbar                                                     |
| maximale elektr. Leistungsaufnahme | 350 W                                                                     | 350 W                                                                     | 350 W                                                                     | 340 W                                                                     | 340 W                                                                     | 340 W                                                                     | 225 W                                                                                              | 225 W                                                                                              | 390 W                                                                     |
| Gewicht                            | 4,5 kg                                                                    | 4,2 kg                                                                    | 3,9 kg                                                                    | 3,9 kg                                                                    | 3,6 kg                                                                    | 3,4 kg                                                                    | 3,2 kg                                                                                             | 2,6 kg                                                                                             | 3,1 kg                                                                    |
| Farben (ohne Special-Editions)     | Seitenteile: Weiß; Rest: Schwarz                                          | Seitenteile: Weiß; Rest: Schwarz                                          | Seitenteile: Weiß; Rest: Schwarz                                          | Seitenteile: Weiß; Rest: Schwarz                                          | Seitenteile: Weiß; Rest: Schwarz                                          | Seitenteile: Weiß; Rest: Schwarz                                          | Seitenteile: Weiß; Rest: Schwarz                                                                   | Seitenteile: Weiß; Rest: Schwarz                                                                   | Seitenteile: Weiß; Rest: Schwarz                                          |
| Finish                             | Seitenteile/Unterseite/Rückseite: Matt Vorderseite/Oberseite: Klavierlack | Seitenteile/Unterseite/Rückseite: Matt Vorderseite/Oberseite: Klavierlack | Seitenteile/Unterseite/Rückseite: Matt Vorderseite/Oberseite: Klavierlack | Seitenteile/Unterseite/Rückseite: Matt Vorderseite/Oberseite: Klavierlack | Seitenteile/Unterseite/Rückseite: Matt Vorderseite/Oberseite: Klavierlack | Seitenteile/Unterseite/Rückseite: Matt Vorderseite/Oberseite: Klavierlack | untere Seitenteile/Unterseite/Rückseite: Matt obere Seitenteile/Vorderseite/Oberseite: Klavierlack | untere Seitenteile/Unterseite/Rückseite: Matt obere Seitenteile/Vorderseite/Oberseite: Klavierlack | Seitenteile/Unterseite/Rückseite: Matt Vorderseite/Oberseite: Klavierlack |
| Einschalt-/Auswurf-Taste           | Knopf / Knopf                                                             | Knopf / Knopf                                                             | Knopf / Knopf                                                             | Knopf / –                                                                 | Knopf / –                                                                 | Knopf / –                                                                 | Knopf / Knopf                                                                                      | Knopf / –                                                                                          | Knopf / –                                                                 |
| Blu-ray-Laufwerk                   | Ja                                                                        | Ja                                                                        | Ja                                                                        | Nein                                                                      | Nein                                                                      | Nein                                                                      | Ja                                                                                                 | Nein (optional)                                                                                    | Nein (optional)                                                           |
| Bluetooth-Version                  | 5.1                                                                       | 5.1                                                                       | 5.1                                                                       | 5.1                                                                       | 5.1                                                                       | 5.1                                                                       | 5.1                                                                                                | 5.1                                                                                                | 5.1                                                                       |
| WLAN-Standard                      | 802.11 b/g/n/ac/ax                                                        | 802.11 b/g/n/ac/ax                                                        | 802.11 b/g/n/ac/ax                                                        | 802.11 b/g/n/ac/ax                                                        | 802.11 b/g/n/ac/ax                                                        | 802.11 b/g/n/ac/ax                                                        | 802.11 b/g/n/ac/ax                                                                                 | 802.11 b/g/n/ac/ax                                                                                 | 802.11 a/b/g/n/ac/ax/be                                                   |
| HDMI-Version                       | 2.1                                                                       | 2.1                                                                       | 2.1                                                                       | 2.1                                                                       | 2.1                                                                       | 2.1                                                                       | 2.1                                                                                                | 2.1                                                                                                | 2.1                                                                       |

### Revisionen
Im August 2021 wurde bekannt, dass eine erste Revision der PlayStation 5 in den Handel kommt. Die neuen Modelle mit der Bezeichnung CFI-1100 besitzen einen überarbeiteten Standfuß und sind rund 0,3 kg leichter als die bisherigen Modelle, da ein kleinerer Kühlkörper verbaut wurde und Aluminium statt Kupfer verwendet wird. Im August 2022 ist bei australischen Händlern eine weitere neue Revision mit der Bezeichnung CFI-1202A (Disc Edition) bzw. CFI 1202B (Digital Edition) aufgetaucht. Diese Revision ist durch ein erneut verkleinertes Kühlerdesign wieder etwas leichter geworden. Als weitere Neuerung hat diese Revision ein überarbeitetes, kleineres Mainboard und die Batterie für den CMOS-RAM befindet sich an einer schwerer zugänglichen Stelle.
Am 10. Oktober 2023 hat Sony in einem Blog-Post eine neue Version der PlayStation 5 für das Weihnachtsgeschäft angekündigt. Die neue Konsole (von Sony offiziell PlayStation 5 (Modellgruppe Slim) genannt) hat ein leicht abgeändertes Design und ist ca. 30 % kleiner als die Vorgängermodelle. Weitere Neuerungen sind der größere SSD-Speicher von 1 TB und die Möglichkeit, das Ultra HD Blu-ray Laufwerk separat zu kaufen und nachträglich an die PlayStation 5 Digital Edition anzubringen. Der USB Typ-A Anschluss an der Front wurde mit einem USB Typ-C Anschluss ersetzt, somit hat die neue Konsole nun zwei USB Type-C Anschlüssen an der Vorderseite. Die Leistung des Prozessors und der Grafikeinheit wurde nicht erhöht und auch die SSD-Geschwindigkeit ist mit den der Vorgängern identisch. Der Standfuß ist jetzt nicht mehr im Lieferumfang dabei und muss separat erworben werden.

### Software
Das von Sony entwickelte Betriebssystem Orbit OS basiert auf FreeBSD 9.0 und wurde bereits bei der PlayStation 4 verwendet. Die grafische Benutzeroberfläche der PlayStation 5 wurde neu gestaltet. Spieler sollen ihre Spiele abschnittweise installieren und löschen können. So kann zum Beispiel nur der Einzel- oder Mehrspielermodus installiert werden, was die Ladezeiten verringern soll und den benötigten Speicherplatz auf die Funktionen reduziert, die vom Spieler benötigt werden.

### Controller

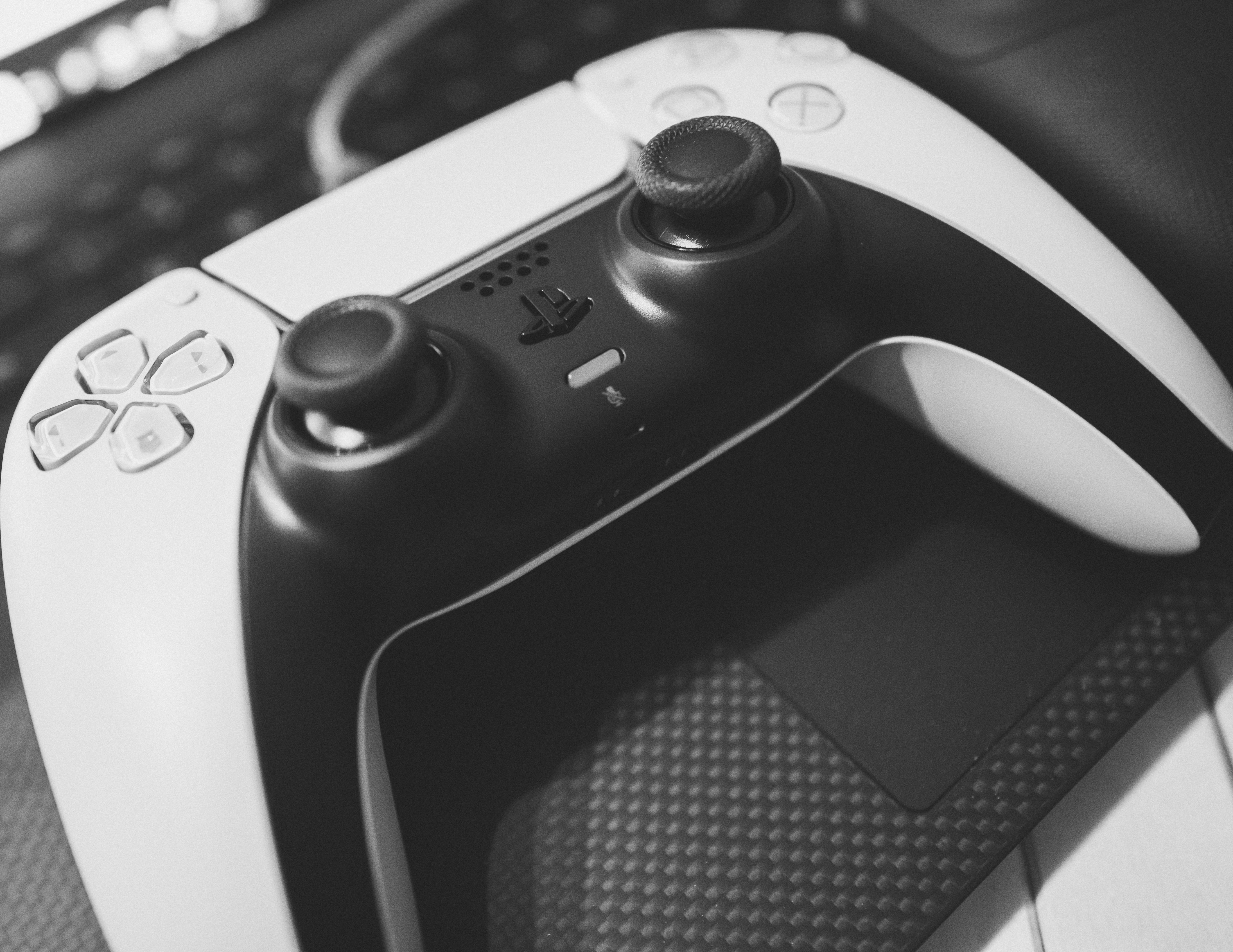
DualSense-Controller für PS5

Das überarbeitete Gamepad der PlayStation 5 wird im Gegensatz zu den Vorgängern nicht mehr unter der Bezeichnung DualShock vermarktet, sondern unter dem neuen Namen DualSense. Es verfügt über adaptive Schultertasten und verbesserte Vibrationsmotoren, die sensitiver als bisherige Rumble-Motoren sind. Durch variable Widerstände beim Bedienen der Schultertasten liefert der neue Controller namens DualSense ein zusätzliches haptisches Feedback, das etwa das Spannen einer Bogensehne oder Unterschiede zwischen verschiedenen Schusswaffen im Spiel verdeutlichen soll. Die Motoren im Korpus können getrennt angesteuert werden und so beispielsweise in Rennspielen die Fortbewegung der Reifen auf unterschiedlichen Untergründen simulieren. Durch den größeren Akku und die neuen haptischen Motoren erhöht sich das Gewicht des Controllers im Vergleich zum DualShock 4. Der Controller ist kabellos über Bluetooth nutzbar und als Ladeanschluss kommt USB-C zum Einsatz. Der Share-Button des Vorgängers wurde durch einen Create-Button ersetzt. Der Controller verfügt über ein Mikrofon und verbaute Lautsprecher sowie über einen Klinkenanschluss für externe Headsets. Das Design des Controllers wurde am 7. April 2020 auf dem PlayStation-Blog erstmals der Öffentlichkeit vorgestellt. Wie auch beim Vorgänger ist wieder ein Touchpad integriert.

### PlayStation VR
Die ursprünglich für die PS4 entwickelte PlayStation-VR-Brille wird weiterhin unterstützt. Es wird allerdings eine PS4-Kamera sowie ein kostenlos erhältlicher Adapter benötigt, um PlayStation VR auf der Konsole zu nutzen. Der Nachfolger PlayStation VR2 für die PS5 wurde im Februar 2023 veröffentlicht.

## Zubehör
Das erste Zubehör wurde am 11. Juni 2020 im Rahmen der PlayStation-5-Enthüllung in einem Livestream gezeigt. So wurden nacheinander die Produkte „DualSense Charging Station“, „HD-Camera“, „Pulse 3D Wireless Headset“ und die „Media Remote“ gezeigt. 

### DualSense-Ladestation
Die gezeigte Ladestation bietet Platz für zwei DualSense Controller, die das gleichzeitige Laden beider Controller ermöglicht. 

### HD-Kamera
Die HD-Kamera ist der Nachfolger der PlayStation Camera, welche für die PlayStation 4 veröffentlicht wurde. Ähnlich der PlayStation Camera bietet die HD-Camera ein Dual-Kamera-System, das eine Tiefenwahrnehmung der Umgebung ermöglicht.

### Pulse 3D-Wireless-Headset
Als Nachfolger zum Gold Wireless Headset der PlayStation 4 bietet das Pulse 3D-Wireless-Headset die Möglichkeit kabellos an die PlayStation 5 angeschlossen zu werden. Aufgeladen wird das Headset über einen USB-C-Anschluss an der linken Ohrmuschel, an welcher auch ein 3,5-mm-Klinkenanschluss liegt, um das Headset über ein Kabel an anderen Geräten, wie dem DualSense-Controller, nutzen zu können. Das Pulse 3D-Wireless-Headset ist in einer weißen sowie schwarzen Ausführung erhältlich, verfügt über zwei eingebaute Mikrofone und ist speziell für die Wiedergabe von 3D-Audio entwickelt, die den Spielern in Verbindung mit der Tempest 3D AudioTech der PlayStation 5 unter anderem die exakte Ortung von Geräuschen in der Spielwelt ermöglichen soll.

### Medien-Fernbedienung
Die Medien-Fernbedienung ist, anders als die lizenzierten Fernbedienungen der Firma pdp für die PlayStation 4, ein offizielles Produkt der Sony Interactive Entertainment LLC. Die Fernbedienung ähnelt den üblichen Fernsehfernbedienungen und besitzt die bekannten Tasten Vorspulen, Zurückspulen, Pause, Zurück, Stumm, Lauter und Leiser sowie ein Steuerkreuz. Im Gegensatz zu den Fernbedienungen der PlayStation 4 besitzt diese Fernbedienung eine Taste für einen Sprachassistenten.

### PlayStation-Camera-Adapter
Mit dem PlayStation-Camera-Adapter kann die PlayStation VR an der PlayStation 5 angeschlossen und mit unterstützten Spielen verwendet werden. Um PS VR mit der PlayStation 5 nutzen zu können, wird die PlayStation Camera für PS4 und der PlayStation-Camera-Adapter benötigt.

### PlayStation Portal

PlayStation Portal im Karton

Die PlayStation Portal ist ein Handheld-Zubehör, über das in Verbindung mit einer vorhandenen PlayStation 5 Spiele via Remote Play gespielt werden können.

### Konsolen-Cover
Die standardmäßig weißen Abdeckplatten der PlayStation 5 können ohne benötigtes Werkzeug abgenommen und durch im Handel erwerbbare Cover in anderen Farben ersetzt werden. Die neuen Cover werden hierbei durch eine Anzahl von Haken an der Innenseite in Vertiefungen an der Konsole befestigt. Die Cover werden in unterschiedlichen Varianten verkauft, die jeweils zu den Konsolenmodellen mit und ohne Disklaufwerk passen.

## Spiele

### Abwärtskompatibilität zur PlayStation 4
Laut Sony ist die „überwältigende Mehrheit“ der Spiele, die für die PlayStation 4 herausgegeben wurden, ohne Einschränkungen auch auf der PlayStation 5 spielbar (Abwärtskompatibilität). Durch die höhere Leistung der PlayStation 5 liefen die Spiele mit höheren Bildwiederholraten und einer höheren Auflösung. Da die neuere Hardware bei einigen Spielen aber auch zu Fehlern führen kann, kündigte Sony an, in solchen Fällen die Ursachen für die jeweiligen Probleme in der Spielesoftware zu analysieren und anschließend die Entwickler entsprechend zu kontaktieren.

### Launchtitel
Nachfolgende Videospiele erschienen zum Release der Spielkonsole (Launchtitel):

- Assassin’s Creed Valhalla
- Astro’s Playroom (vorinstalliert)
- Bugsnax
- Call of Duty: Black Ops Cold War
- Call of Duty: Warzone
- Dauntless
- Dead by Daylight
- Demon’s Souls (Remake)
- Destiny 2: Jenseits des Lichts
- Devil May Cry 5: Special Edition
- Dirt 5
- FIFA 21
- Fortnite
- Godfall
- Hyper Scape
- NBA 2K21
- Madden NFL 21
- Maneater
- Observer: System Redux
- Overcooked
- Sackboy: A Big Adventure
- Spider-Man: Miles Morales
- The Pathless
- Warhammer: Chaosbane (Slayer Edition)
- Watch Dogs: Legion

## Entwicklung
Nachdem die PlayStation 4 mit der PlayStation 4 Pro im Juni 2016 eine leistungsstärkere Neuauflage erhalten hatte, gab der Sony-Interactive-Entertainment-Chef Shawn Layden ein Jahr später bekannt, dass es eine eigenständige Nachfolger-Konsole geben wird. Bereits 2015 suchte Sony vermehrt nach Programmierern für die neue Konsole. Erste Devkits wurden 2018 an Entwickler vertrieben. PlayStation-Systemarchitekt Mark Cerny gab im US-amerikanischen Technologie-Magazin Wired im April 2019 erste Infos zu der Konsole bekannt.
Am 8. Oktober 2019 wurde die PlayStation 5 offiziell in einem Artikel auf dem US-amerikanischen PlayStation-Blog für Ende 2020 angekündigt.
Die Stück- bzw. Produktionskosten einer PlayStation 5 belaufen sich laut Bloomberg auf etwa 450 US-Dollar. Die offizielle Website der Playstation 5 wurde am 5. Februar von Sony online gestellt.
Am 18. März 2020 wurden in einer Pressekonferenz von Sony, die im Livestream für die Öffentlichkeit übertragen wurde, Informationen zur verbauten Hardware preisgegeben.
Am 7. April 2020 veröffentlichte Sony detaillierte Einblicke zum Controller-Design auf dem PlayStation-Blog.
Am 11. Juni 2020 zeigte Sony erstmals in einem Livestream das Design der Konsole, sowie Trailer von Spielen, die für die Konsole erscheinen sollen.
Die Konsole ist am 12. November 2020 in den USA, Japan, Kanada, Mexiko, Australien, Neuseeland und Südkorea erschienen. Im Rest der Welt und damit auch in Deutschland ist sie seit dem 19. November 2020 erwerbbar. Die PlayStation 5 kostete bei Marktstart 499 € und die Digital-Edition 399 €.
Aufgrund der weltweiten Knappheit von Halbleiter-Chips kommt es seit der PlayStation-5-Veröffentlichung zu Lieferengpässen. Bis Dezember 2021 wurden 17,3 Millionen Konsolen verkauft, bis Juli 2022 über 21,7 Millionen. Im März 2023 waren es 38,4 Millionen.
Am 25. August 2022 wurde der offizielle Preis von Sony für die PlayStation 5 in Europa um 50 Euro angehoben. Auch in Großbritannien, China, Australien, Mexiko und Kanada wird die Konsole entsprechend teurer, Japan soll am 15. September folgen.

## Energieverbrauch
Der Energieverbrauch der PlayStation 5 verhält sich im Vergleich zum Vorgänger, der PlayStation 4, je nach Situation unterschiedlich, wodurch sich ein deutlich höherer, aber auch niedrigerer Verbrauch ergeben kann. Während die PlayStation 5 im Leerlauf 47 W verbraucht, kommt die PS4 im Leerlauf auf 80 W. Bei einem rechenintensiven Spiel kann der Energieverbrauch der PS5 bis zu 203 Watt betragen.  Die PS4 verbraucht unter Last zwischen 140 und 145 Watt. Die gestiegene Effizienz der PlayStation 5 im Vergleich zum Vorgänger wird auch durch die Abwärtskompatibilität verdeutlicht. So verbraucht die PS5 bei der Berechnung von Rise of the Tomb Raider 107 Watt, während eine PS4 Pro für dieselbe Berechnung 147 Watt benötigt.

### Videos
- PS5 – Die Zukunft des Gaming, PlayStation, 2020 auf YouTube
- PS5 Hardware Reveal Trailer, PlayStation, 2020 auf YouTube